# المجلس الوطني الفلسطيني
المجلس الوطني الفلسطيني هو البرلمان الفلسطيني الذي يعد الهيئة التمثيلية التشريعية العليا للشعب الفلسطيني بأسره داخل فلسطين وخارجها، أي الفلسطينيين سكان المناطق المحتلة عام 1967 والفلسطينيين سكان المناطق المحتلة عام 1948 واللاجئون الفلسطينيون في مختلف مناطق لجوئهم وفلسطينيي المنفى، وهو السلطة العليا لمنظمة التحرير الفلسطينية، وهو الذي يضع سياسات المنظمة وخططها.

## النشأة

### حكومة عموم فلسطين
انعقد أول مؤتمر وطني فلسطيني عام في 30 سبتمبر 1948 بمبادرة من الهيئة العربية العليا التي ترأسها الحاج أمين الحسيني وبدعوة رسمية من حكومة عموم فلسطين المشكلة للتو برئاسة أحمد حلمي عبد الباقي. ولتعذر إجراء انتخابات تشريعية في ظل ظروف حرب 1948، دعت الحكومة لتأليف المجلس 151 من الشخصيات المعروفة وممثلين عن هيئات لها صفة تمثيلية من أجل تأليف أول سلطة تشريعية فلسطينية بعد صدور الأمم المتحدة رقم 181 لعام 1947. انعقد المؤتمر في مدرسة الفلاح الإسلامية في غزة وتراوح عدد الحضور بين 75 و97، وشمل ممثلين عن مختلف المناطق الفلسطينية باستثناء من تعذر حضورهم بسبب ظروف الحرب وكذلك المقيمين في مناطق سيطرة شرق الأردن الذين منع حضورهم فأرسلوا برقيات تأييد واعتذار. افتتح المؤتمر الكاتب خليل السكاكيني الذي دعى أمين الحسيني لترأسه. أقر المجلس حينذاك إعلان دولة فلسطين بحدودها المعروفة كما كانت قبل 15 مايو 1948 رافضا قرار التقسيم، وأقر تشكيل حكومة عموم فلسطين برئاسة أحمد حلمي عبد الباقي الذي مثل فلسطين في جامعة الدول العربية. كان هذا المؤتمر هو الأول والأخير حتى حل حكومة عموم فلسطين رسميا في يونيو 1963.

### منظمة التحرير الفلسطينية
وقد أعيد تجديد المجلس الوطني الفلسطيني عام 1964، وذلك بعد أن قرر الملوك والرؤساء العرب في مؤتمر القمة العربي الأول تكليف أحمد أسعد الشقيري الذي أسس منظمة التحرير الفلسطينية ممثل فلسطين لدى جامعة الدول العربية آنذاك بالاتصال بالشعب الفلسطيني والدول العربية، حيث قام الشقيري بجولات زار خلالها الدول العربية واتصل بأبناء الشعب العربي الفلسطيني في مختلف أماكن تجمعهم، وفي ربيع عام 1964 قامت لجان تحضيرية بإعداد قوائم بأسماء المرشحين لعضوية المؤتمر الذي سوف يعقد لهذا الغرض وقد عين الدكتور «عزت طنوس» مديراً لمكتب المؤتمر، وقد تم توجيه دعوة إلى 397 شخصاً ليكونوا أعضاء في المؤتمر الفلسطيني الأول.
حصل انشقاق كبير في المجلس الوطني الفلسطيني بعد اتفاقية أوسلو وقد تم استبعاد العديد من المناضلين وأعضاء المجلس وذلك لرفضهم العودة إلى فلسطين تحت غطاء معاهدة أوسلو هذا وقد كرس هذا الانقسام عقد جلسة للمجلس الوطني الفلسطيني برئاسة سليم الزعنون في الضفة الغربية وقد كانت هذه ضربة قاضية للعديد من المناضلين القدامى وأوائل أعضاء هذا المجلس مثل الأخ شيخ المناضلين بهجت أبو غربية ويحيى حمودة وعبد اللطيف أبو جبارة ومسلم بسيسو وغيرهم الكثير.
وقد اعتمدت السلطة الفلسطينية الحالية على تجفيف مصادر الدعم لمنظمة التحرير إلا من خلالها من أجل ضمان سيطرتها التامة على القرار الوطني الفلسطيني ومن ثم السيطرة على باقي الأطر وبالتالي الإلتفاف على حق الوصاية المفروض على السلطة من قبل المنظمة قانونا بحكم اتفاقية أوسلو تلك وإبقائها على مجلس وطني أصبح شبه وهمي بتعطيل كافة أدواره الفاعلة تجاه الجماهير الفلسطينية.

## العضوية
لا يستخدم الإنتخاب المباشر كأداة للتمثيل في المجلس الوطني الفلسطيني بحجة الصعوبات التقنية بشكل أساسي، علما بأن المادة الخامسة تنص أن التمثيل يتم بالانتخاب المباشر، وبناء على المادة السادسة من النظام الأساسي لمنظمة التحرير، استمر وجود المجلس الوطني بلا إنتخابات وبالتعيين من قبل الأحزاب والفصائل والإتحادات.
ويبلغ عدد الأعضاء 765 عضوا موزعين كالآتي
1. قائمة المستقلين 198
2. قائمة الجدد في الوطن 98
3. قائمة المجلس التشريعي 132
4. قائمة حركة فتح 49
5. قائمة العسكريين 42
6. قائمة الجبهة الشعبية لتحرير فلسطين 27
7. قائمة أعضاء المجلس المقيمين في الولايات المتحدة الأمريكية 16
8. قائمة الجبهة الديمقراطية لتحرير فلسطين 17
9. قائمة الإتحاد الديمقراطي (فدا) 12
10. قائمة جبهة التحرير الفلسطينية 12
11. قائمة الصاعقة 12
12. قائمة حزب الشعب 9
13. قائمة جبهة التحرير العربية 8
14. قائمة الجبهة الشعبية لتحرير فلسطين (القيادة العامة) 7
15. قائمة جبهة النضال الشعبي الفلسطيني 7
16. قائمة حركة الجهاد الإسلامي في فلسطين(بيت المقدس) 5
17. قائمة الجبهة العربية الفلسطينية 6
18. قائمة الجبهة الإسلامية الفلسطينية 1
19. قائمة حركة المسار الوطني الفلسطيني 1

أما مقاعد الإتحادات فموزعة كالآتي:
1. قائمة الاتحاد العام للمرأة الفلسطينية 26
2. قائمة الإتحاد العام لعمال فلسطين 18
3. قائمة اتحاد المعلمين الفلسطينيين 14
4. قائمة اتحاد الطلاب الفلسطينيين 13
5. قائمة جمعية الهلال واتحاد الأطباء الفلسطينيين 10
6. قائمة الاتحاد العام للمهندسين الفلسطينيين 8[4]
7. قائمة اتحاد الكتاب والصحفيين الفلسطينيين 8
8. قائمة الاتحاد العام للحقوقيين الفلسطينيين 4
9. قائمة المجلس الفلسطيني الأعلى للشباب والرياضة 3
10. قائمة الاقتصاديين الفلسطينيين 1
11. قائمة اتحاد الفلاحين الفلسطينيين 1(إتحاد المزارعين الفلسطينيين)
12. قائمة اتحاد الفنانين التعبيريين الفلسطينيين 1
13. قائمة اتحاد الفنانين التشكيليين الفلسطينيين 1

والجدير بالذكر أن عددا كبيرا من الأعضاء في المجلس قد توفوا، فمنذ الاجتماع الأخير للمجلس الوطني الفلسطيني توفي 64 من أعضائه.

## رؤساء المجلس
تناوب على رئاسة المجلس الوطني الفلسطيني كل من:
1. أحمد أسعد الشقيري 1964 - 1967.
2. عبد المحسن القطان: 1968.
3. يحيى حمودة: 1968.
4. خالد الفاهوم: 1968 - 1984.
5. عبد الحميد السائح: 1984 - 1996.
6. سليم الزعنون: 1996 - 7 فبراير 2022.
7. روحي فتوح: 7 فبراير 2022 - حتى الآن.

## وصلات خارجية
- الموقع الرسمي للمجلس الوطني الفلسطيني على شبكة الإنترنت
- المجلس الوطني الفلسطيني السلطة العليا للشعب الفلسطيني، قناة الجزيرة على يوتيوب